# Sistema de tres dominis

Arbre filogenètic basat en la configuració de l'ARNr, mostrant la separació dels grans grups biològics: bacteris, arqueus i eucariotes

El sistema de tres dominis és una forma d'agrupació dels diferents regnes de la taxonomia tradicional en tres grans clades classificats per dominis. Aquest esquema de classificació fou proposat per Carl Woese el 1990, i des d'aleshores ha aconseguit una àmplia acceptació (però no universal).

## Estructura de la classificació
En el sistema de tres dominis, la categoria de domini és el segon nivell jeràrquic de la classificació científica dels éssers vius, després de la categoria suprema que enquadra l'univers constituït per tots els éssers vius, el superdomini Biota. Hi ha tres agrupaments (tres, d'aquí el nom del sistema):
- Domini Eubacteria (bacteris)
- Domini Archaea (arqueus)
- Domini Eukarya, (eucariotes o éssers vius amb nucli cel·lular organitzat)

La classificació anterior no inclou els virus degut a la dificultat d'integrar-los entre els éssers vius deguda a l'absència d'algunes de les característiques que defineixen la vida. Malgrat aquestes dificultat, que es veu reforçada pel fet que amb els virus no s'utilitza una nomenclatura binomial, ha sorgit una classificació alternativa, creant un quart domini anomenat Aphanobionta, compost exclusivament pels virus.
| Linnaeus 1735 2 regnes | Haeckel 1866 3 regnes | Chatton 1937 2 imperis | Copeland 1938 4 regnes | Whittaker 1969 5 regnes | Woese i cols. 1977 6 regnes | Woese i cols. 1990 3 dominis | Cavallier-Smith 1993 8 regnes | Cavallier-Smith 1998 6 regnes |
| ---------------------- | --------------------- | ---------------------- | ---------------------- | ----------------------- | --------------------------- | ---------------------------- | ----------------------------- | ----------------------------- |
| (no tractats)          | Protista              | Prokaryota             | Monera                 | Monera                  | Eubacteria                  | Eubacteria                   | Eubacteria                    | Eubacteria                    |
| (no tractats)          | Protista              | Prokaryota             | Monera                 | Monera                  | Archaebacteria              | Archaea                      | Archaebacteria                | Eubacteria                    |
| (no tractats)          | Protista              | Eukaryota              | Protista               | Protista                | Protista                    | Eukarya                      | Archaezoa                     | Protozoa                      |
| (no tractats)          | Protista              | Eukaryota              | Protista               | Protista                | Protista                    | Eukarya                      | Protozoa                      | Protozoa                      |
| (no tractats)          | Protista              | Eukaryota              | Protista               | Protista                | Protista                    | Eukarya                      | Chromista                     | Chromista                     |
| Vegetabilia            | Plantae               | Eukaryota              | Protista               | Fungi                   | Fungi                       | Eukarya                      | Fungi                         | Fungi                         |
| Vegetabilia            | Plantae               | Eukaryota              | Plantae                | Plantae                 | Plantae                     | Eukarya                      | Plantae                       | Plantae                       |
| Animalia               | Animalia              | Eukaryota              | Animalia               | Animalia                | Animalia                    | Eukarya                      | Animalia                      | Animalia                      |